# نوسر (لاريجان السفلي)
نوسر (بالفارسية: نوسر) هي قرية تقع في إيران في قسم لاریجان السفلی الريفي. يقدر عدد سكانها بـ 399 نسمة بحسب إحصاء 2016.